# Vechta
Vechta település Németországban, azon belül Alsó-Szászország tartományban. Lakosainak száma 34 145 fő (2023. december 31.). Vechta Lohne, Bakum, Cappeln, Emstek, Visbek, Goldenstedt, Drebber és Diepholz községekkel határos.

## Fekvése
Bakum keleti szomszédjában fekvő település.

## Leírása

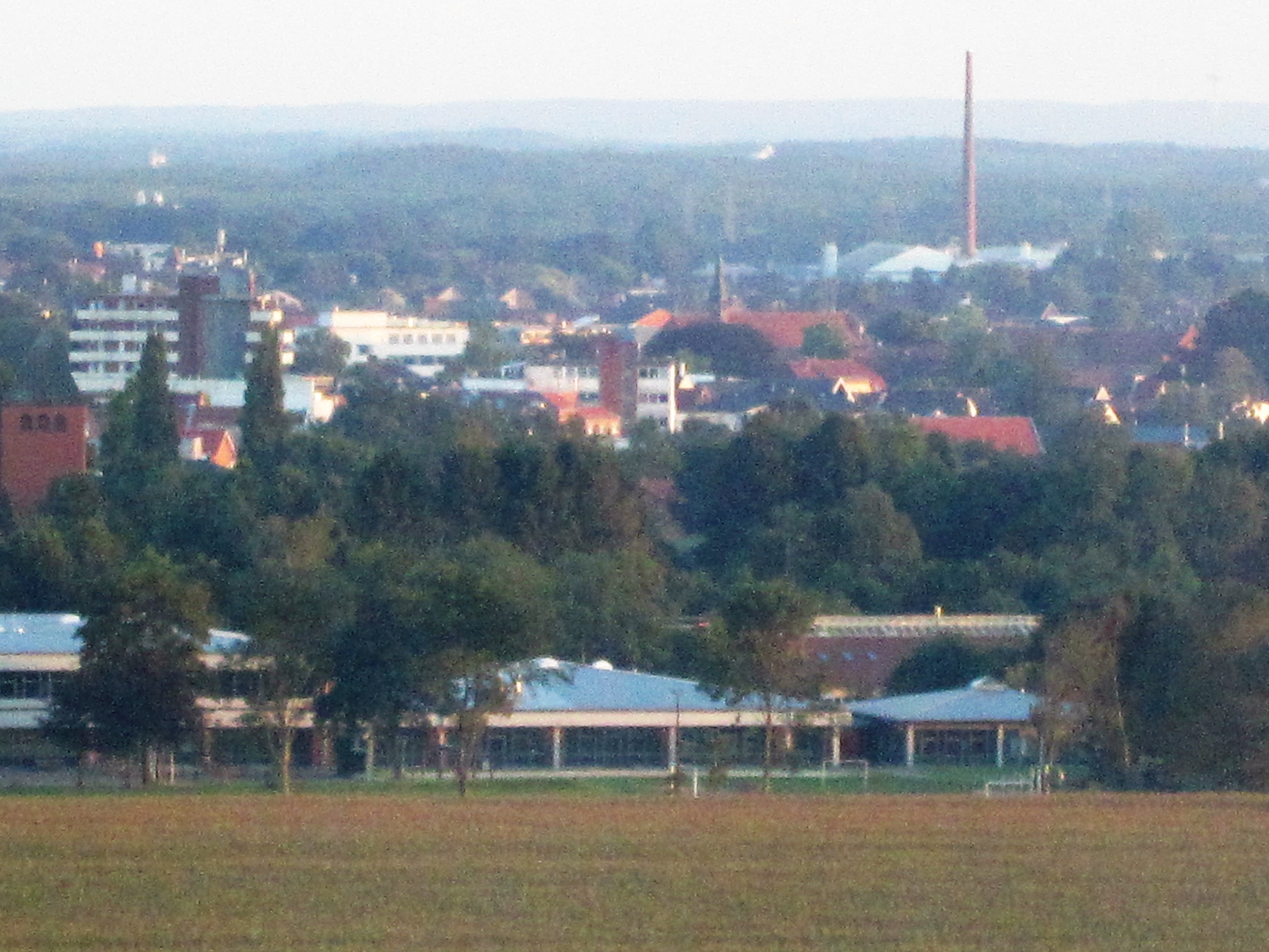
Vechta látképe

Az erősen mezőgazdasági jellegű környéknek megfelelően a városban számos mezőgazdasági szakiskola, valamint pedagógiai főiskola is működik. Ipari üzemei közül elsősorban az AEG-Telefunken elektromos gyára található meg, valamint egy bútor és egy konfekcióüzeme ismert.

## Nevezetességek
- Szent György templom (St. Georg) - alapjai a 15. században készültek, majd a 18. században barokk stílusban építették újjá.
- Kolostortemplom (Klosterkirche) - 1727-1731 között épült.
- Városháza (Rathaus) - Ülésterme a 17. század építészetének jegyeit viseli.
- nemzetközi lóverseny és németalföldi hagyományok fesztiválja - évente megrendezésre kerül, e rendezvény a tartományban a legnagyobbak közé tartozik.

## Galéria

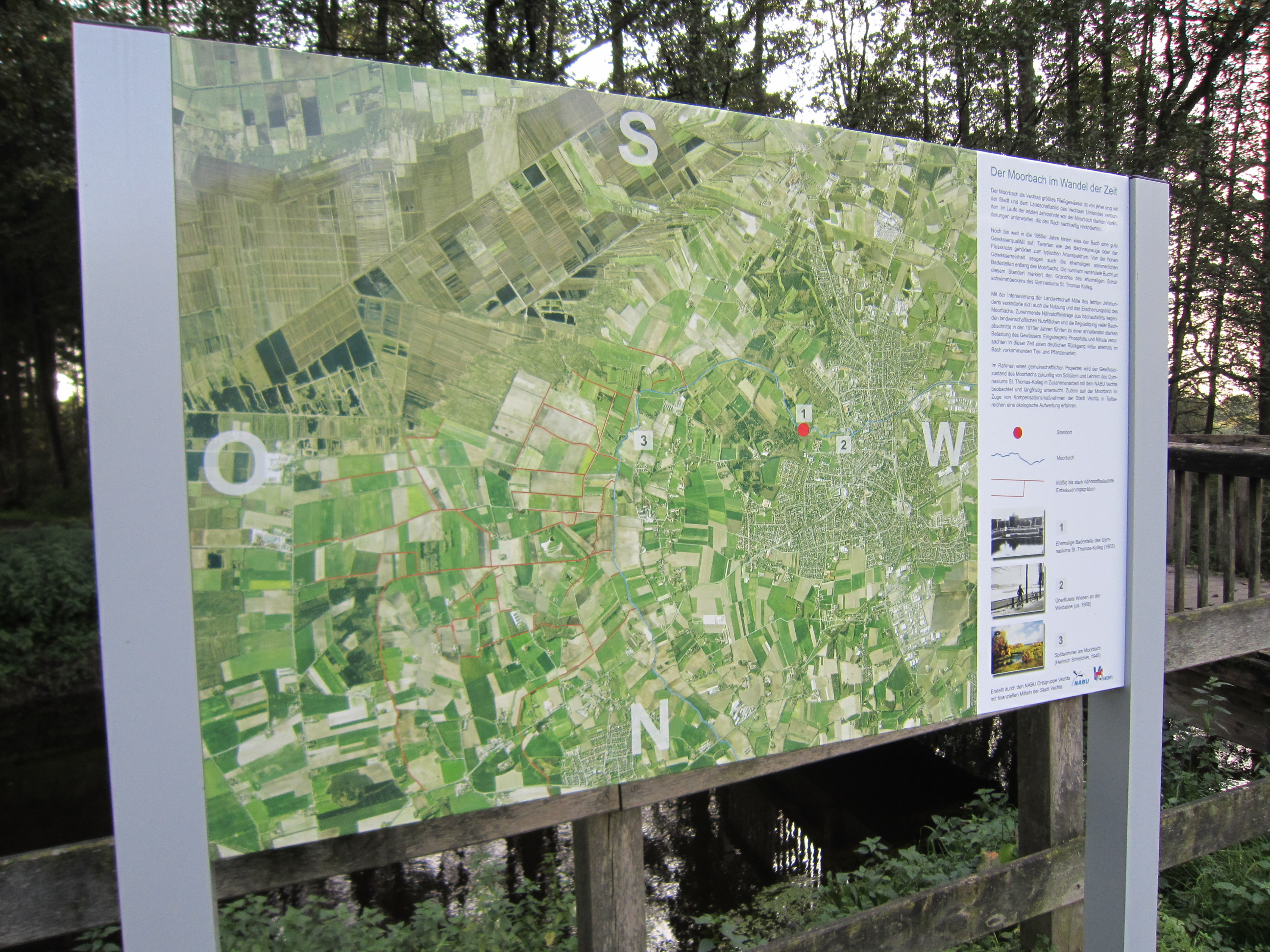
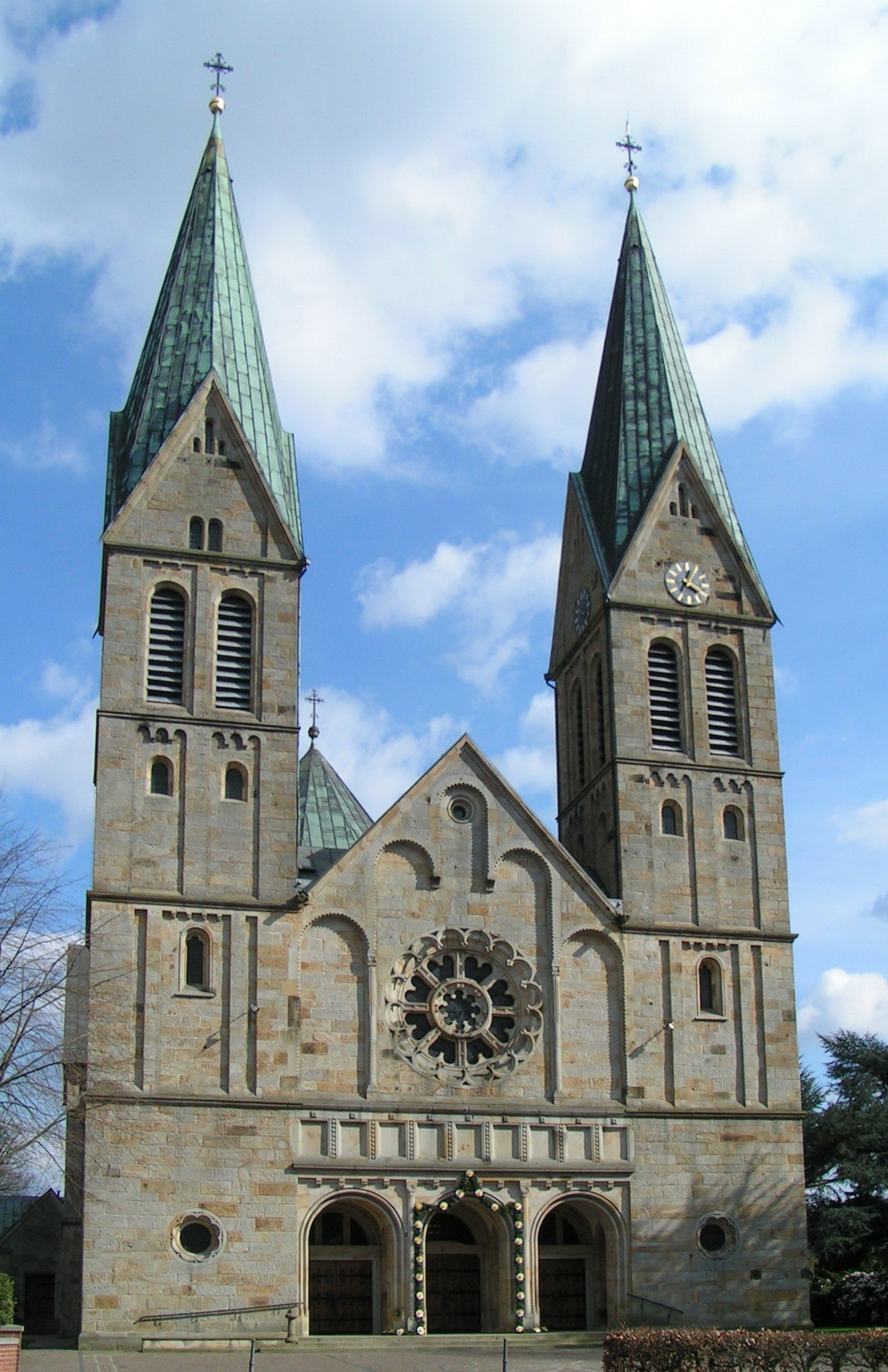
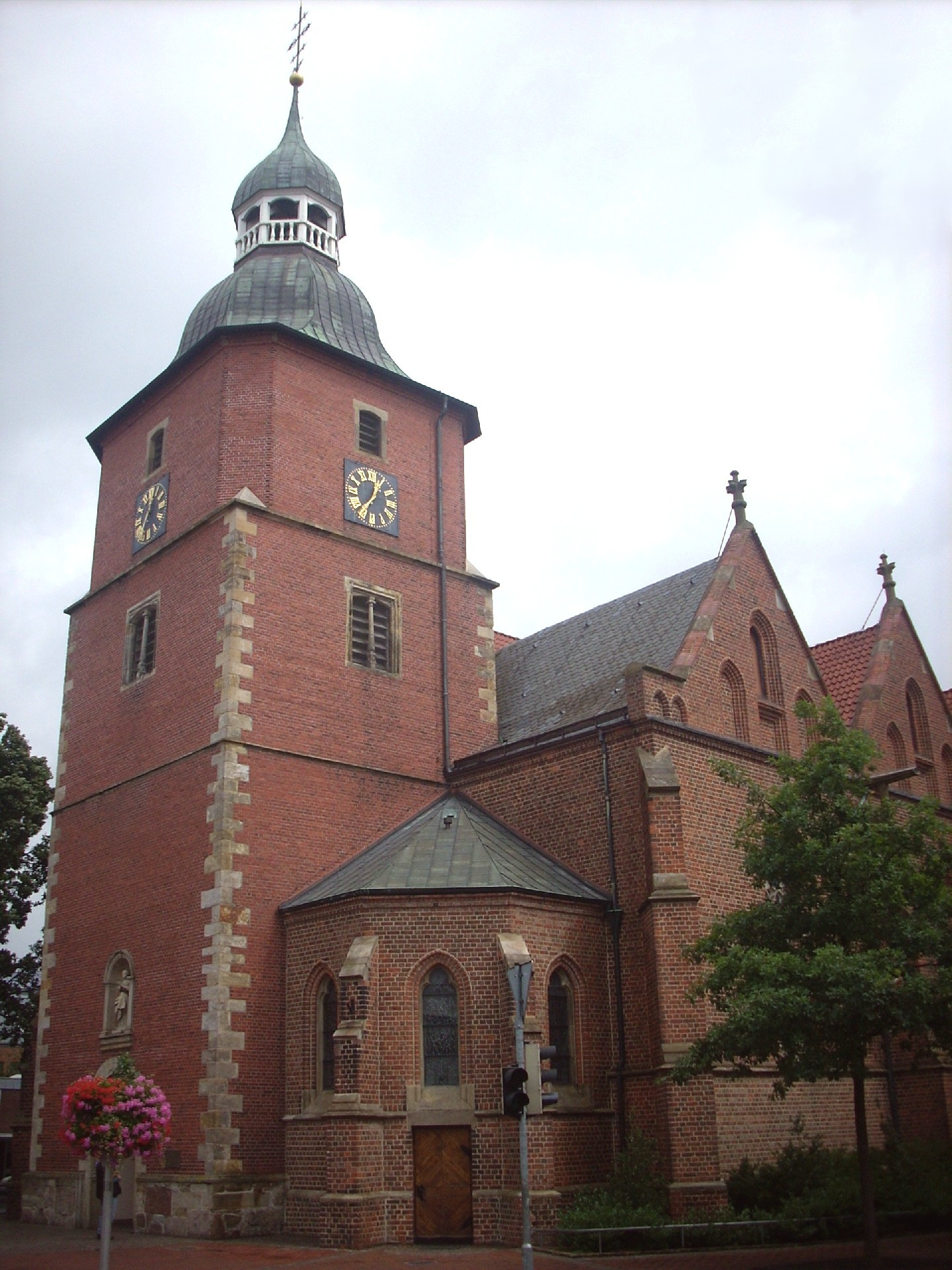
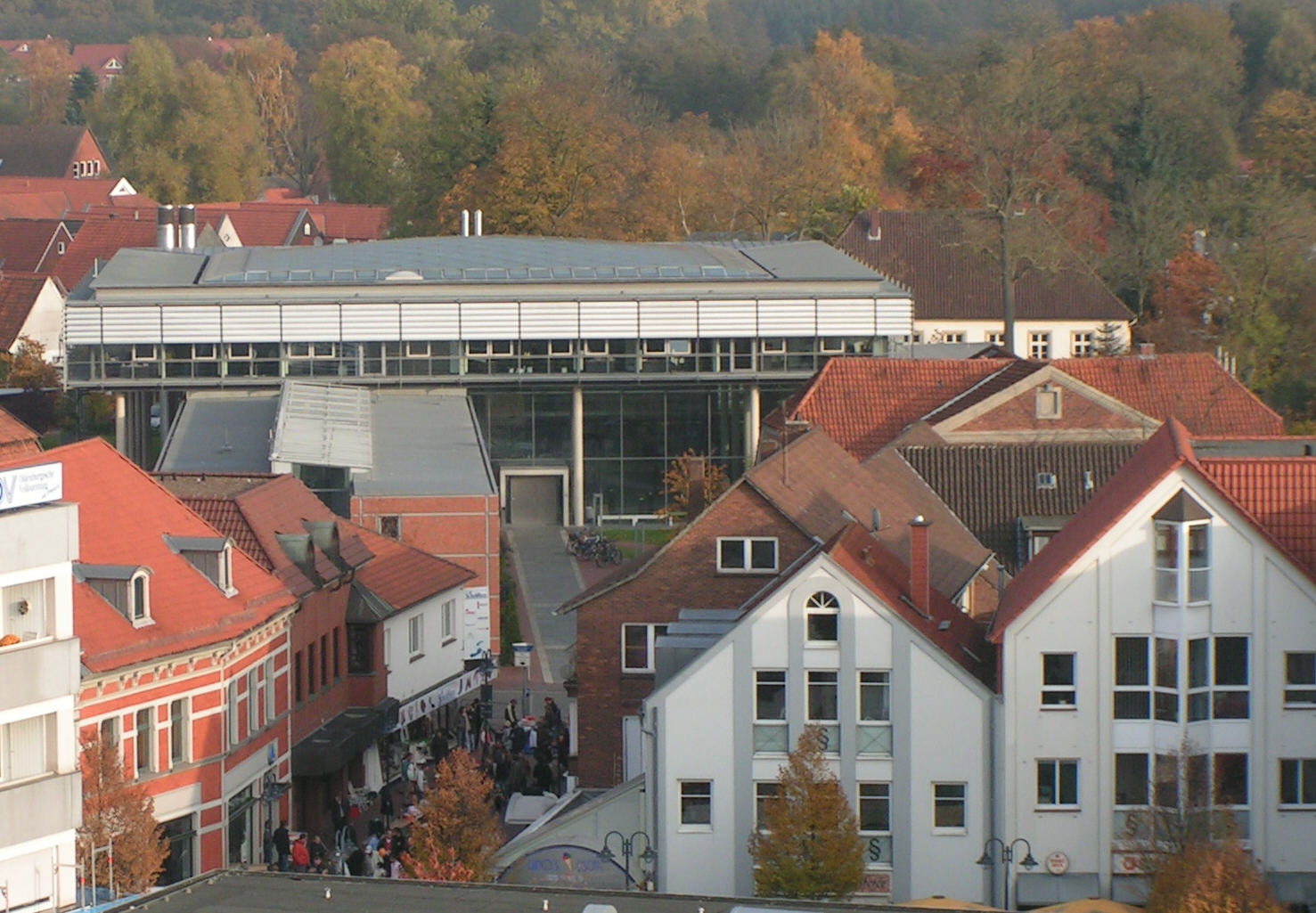
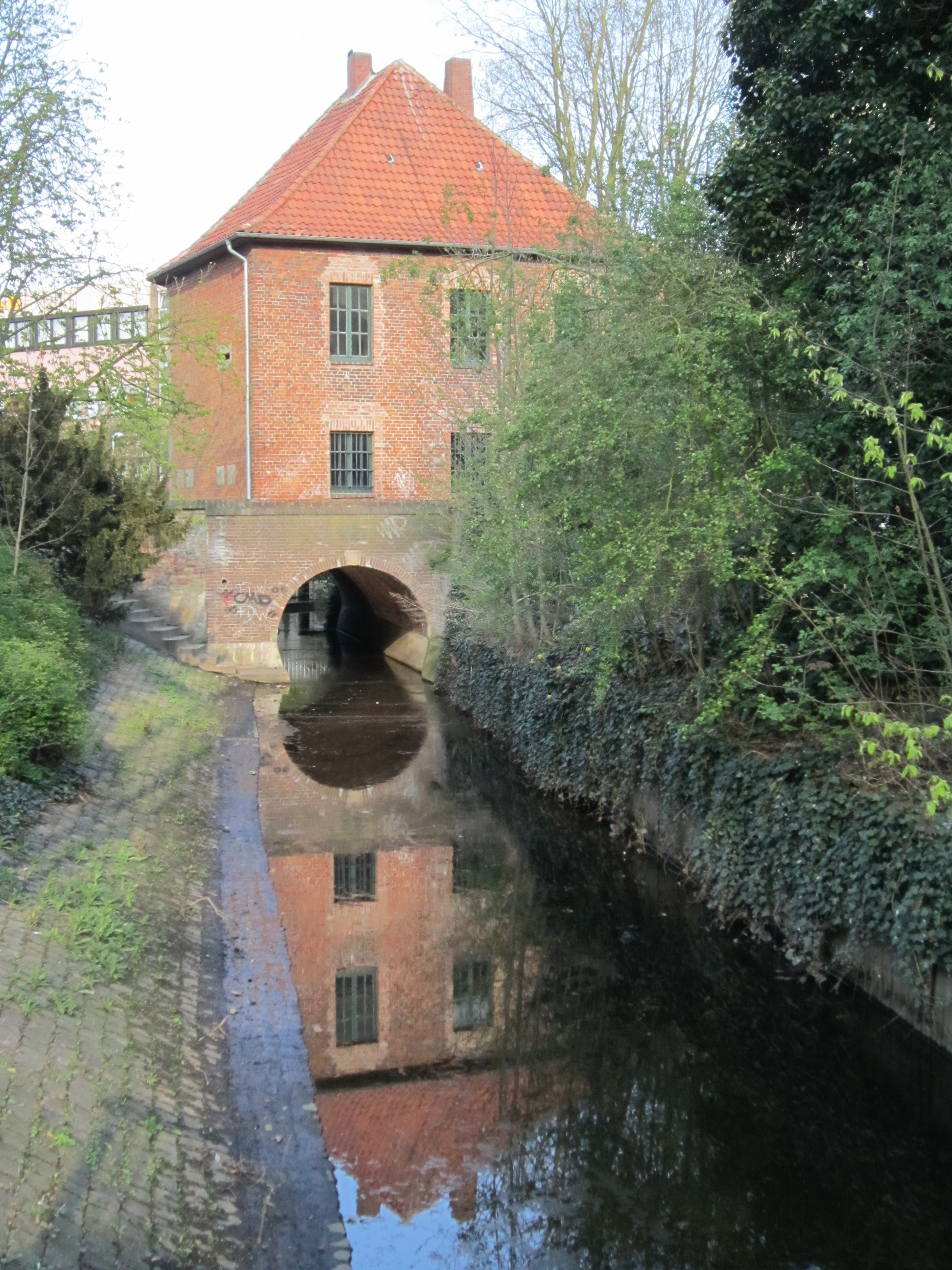
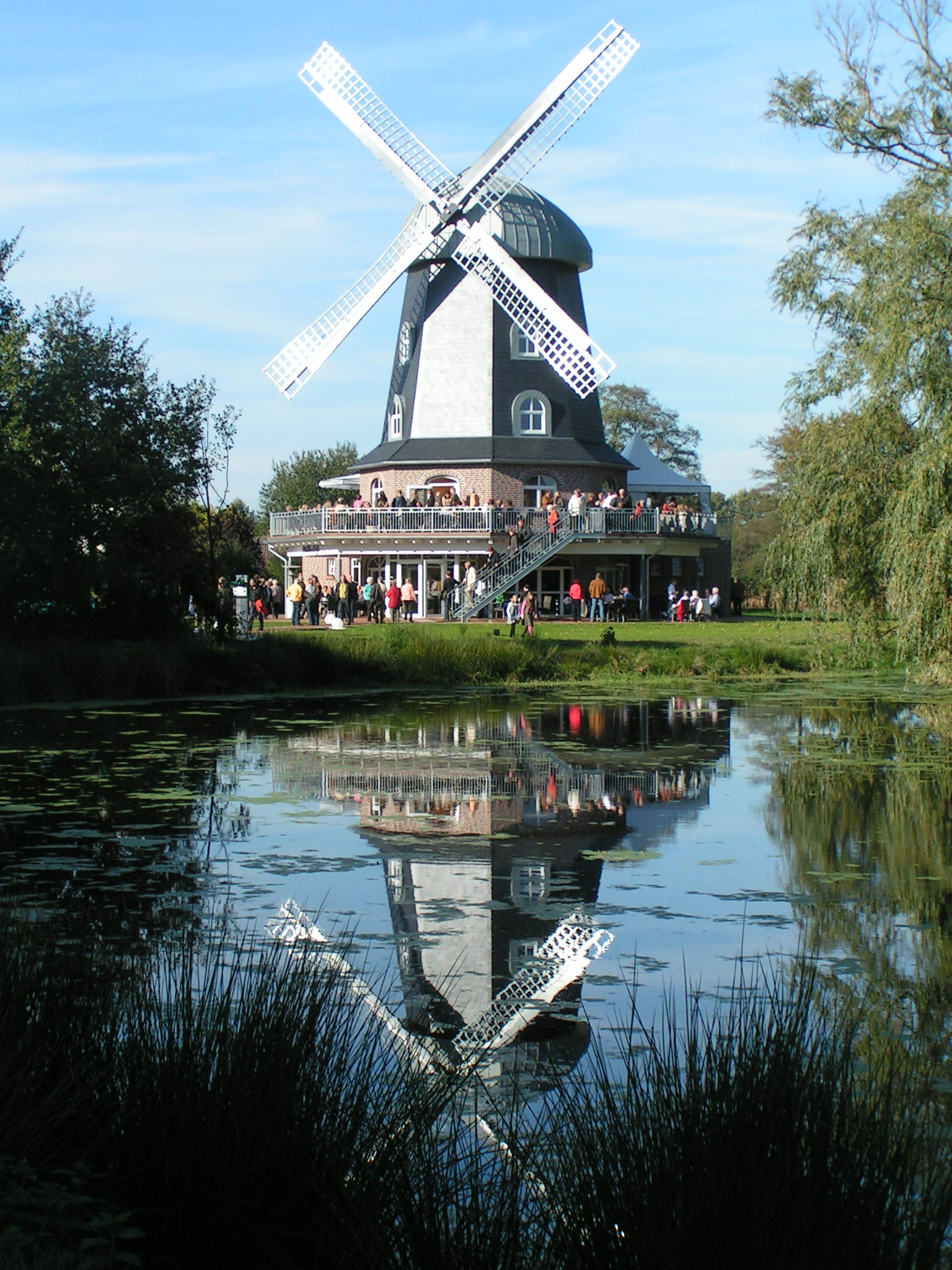
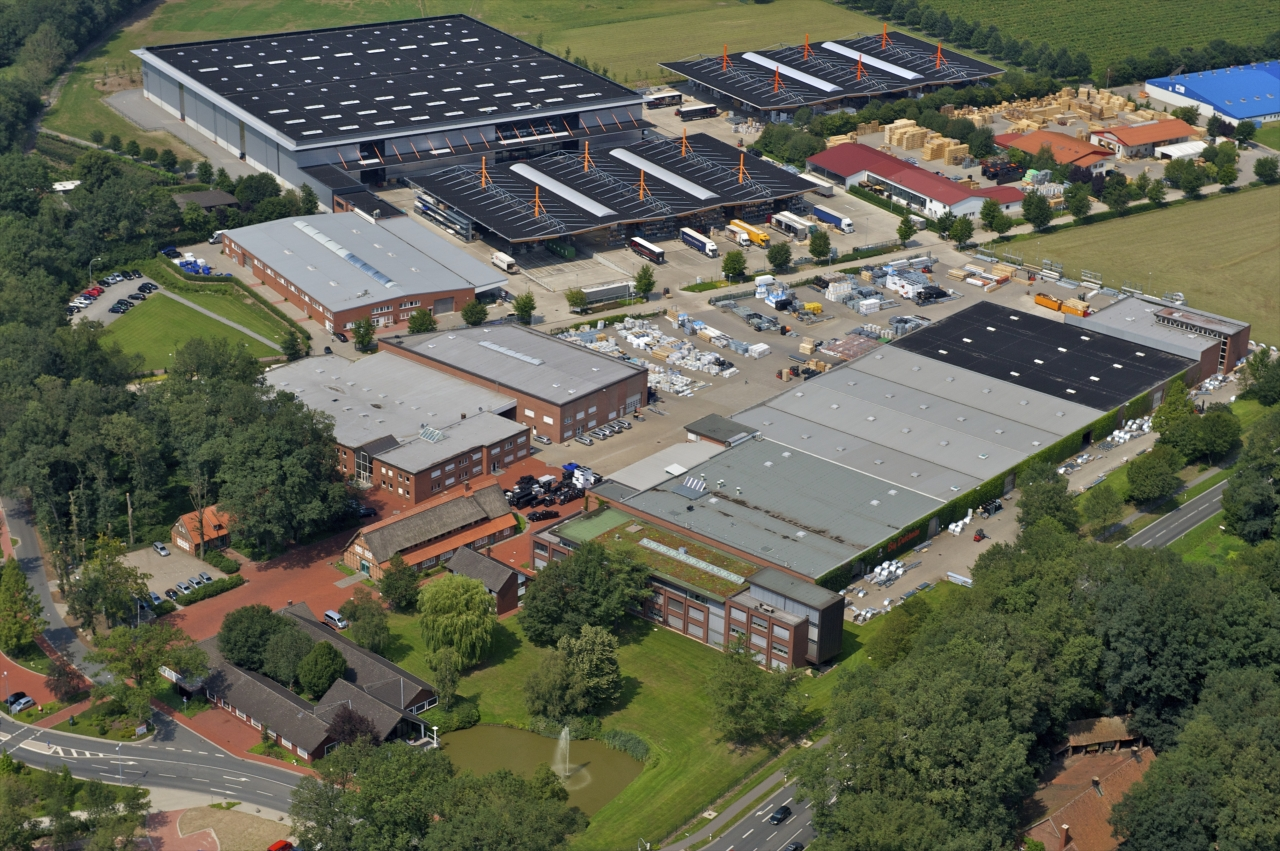
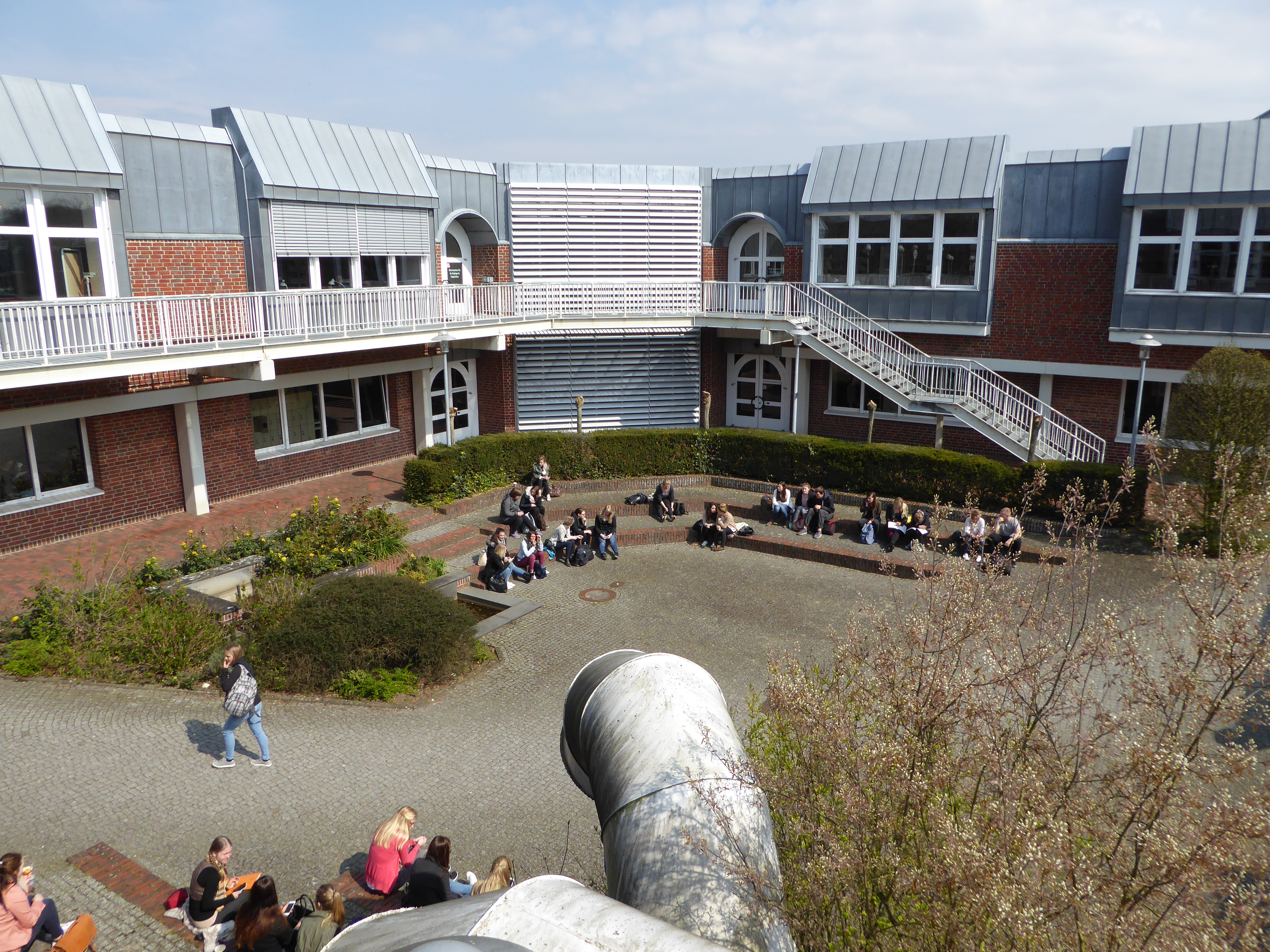
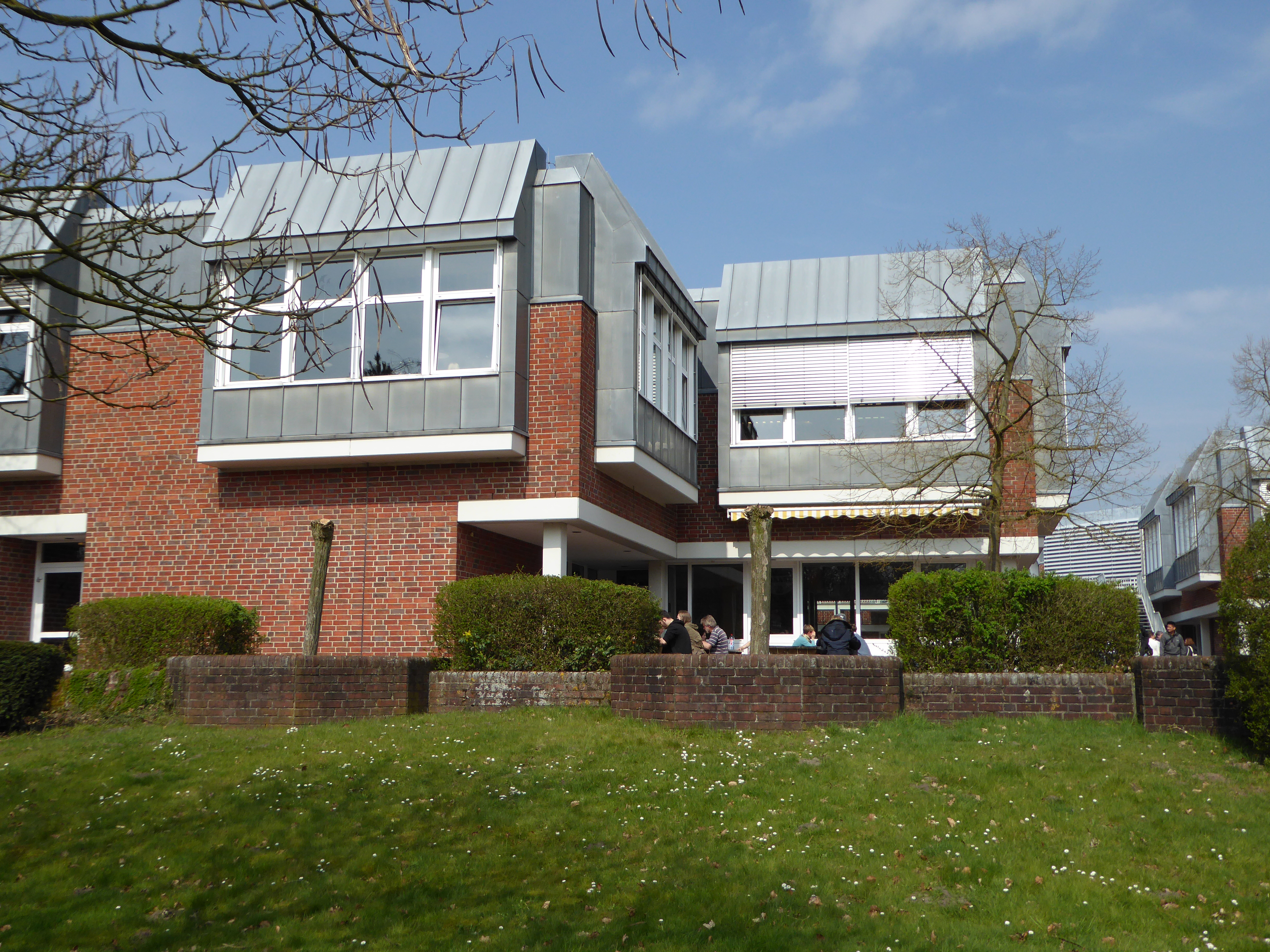
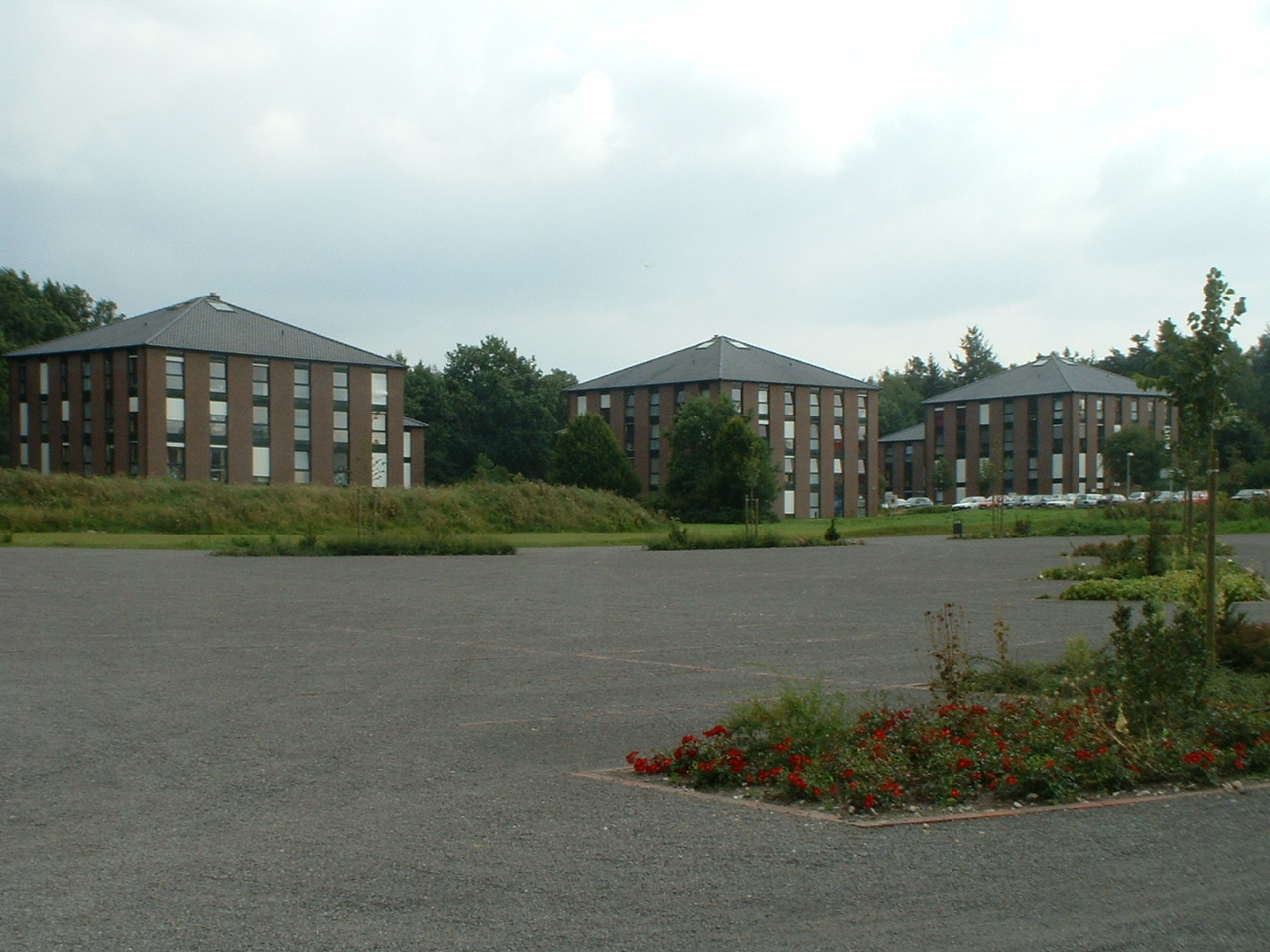
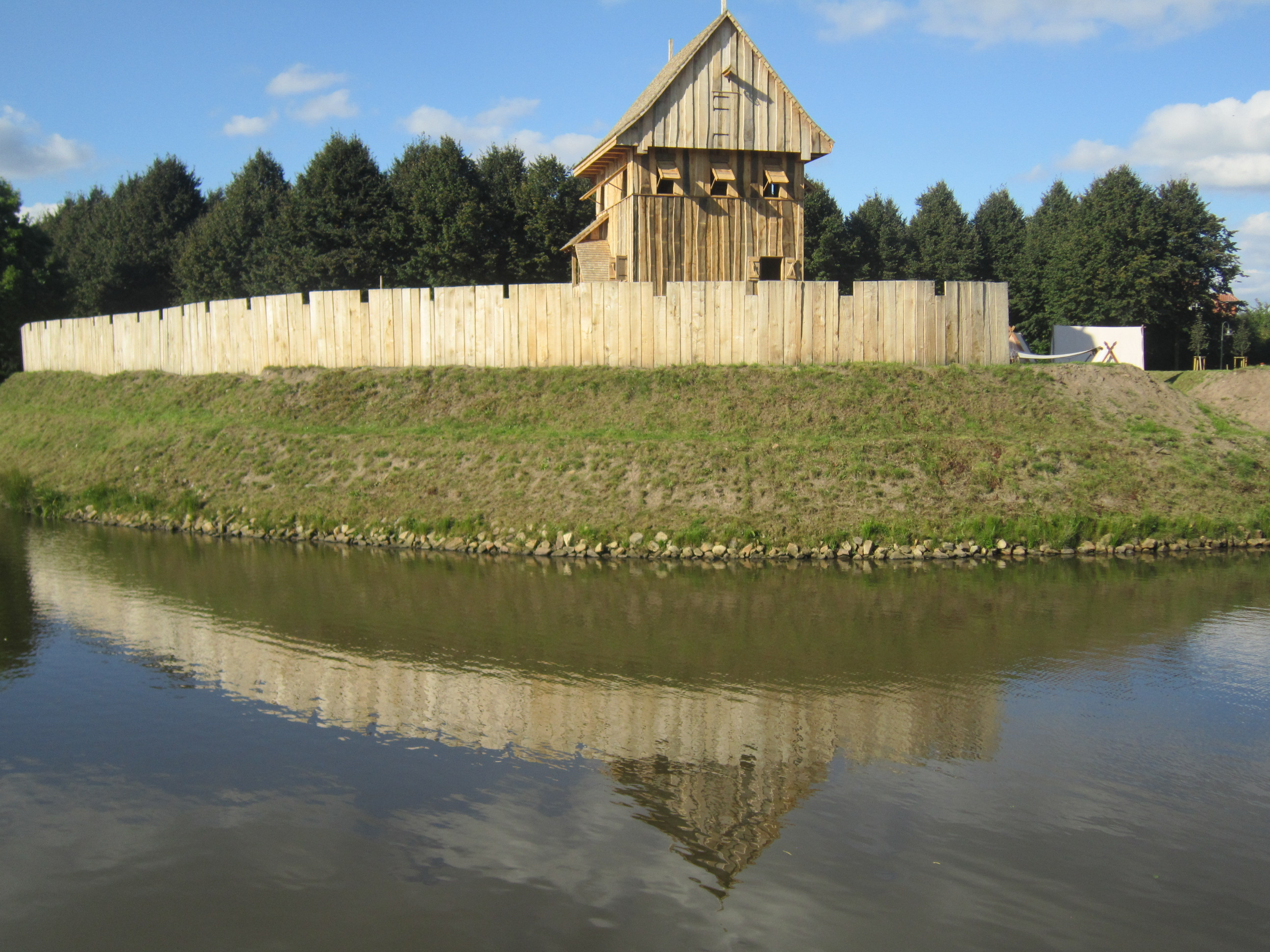
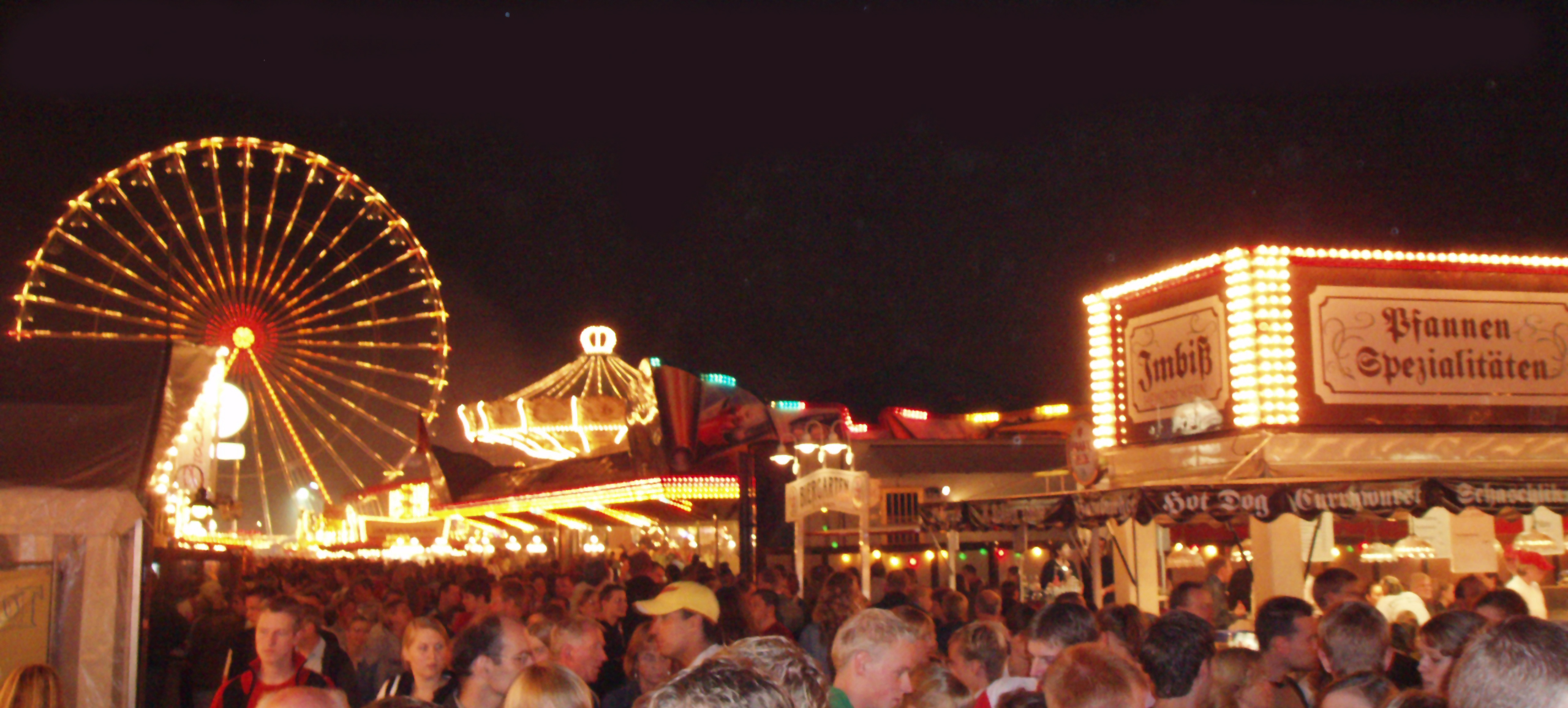
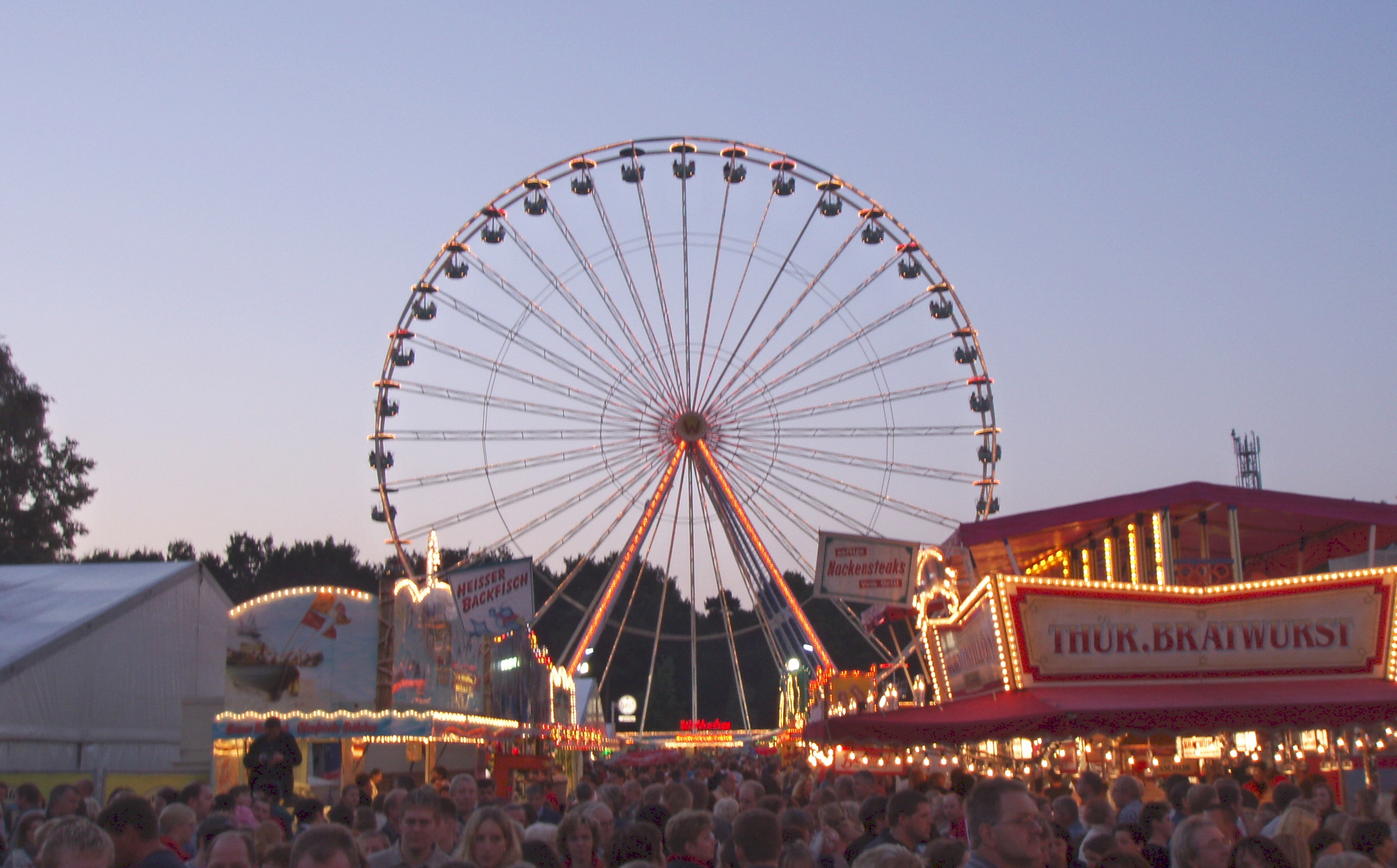
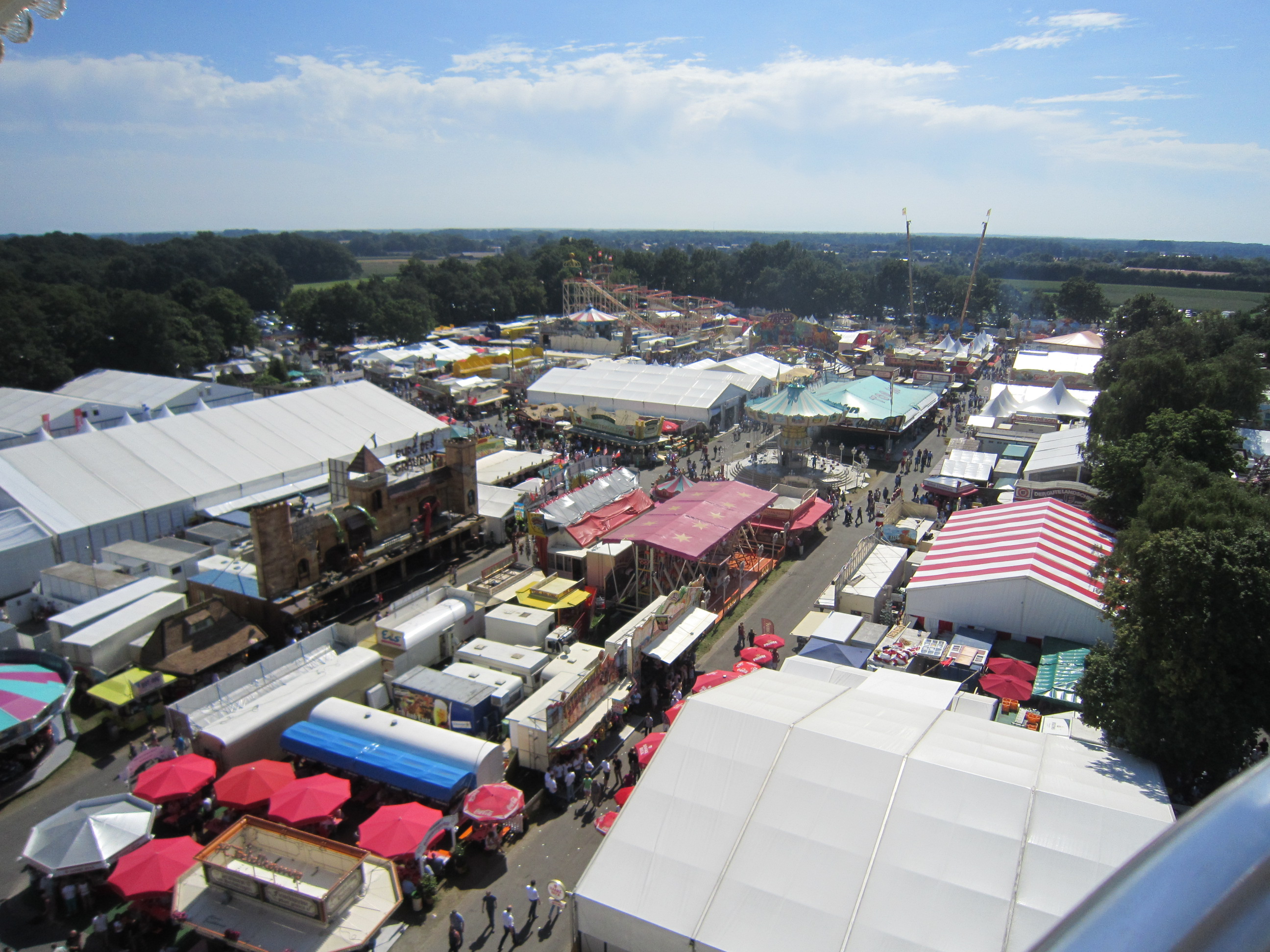
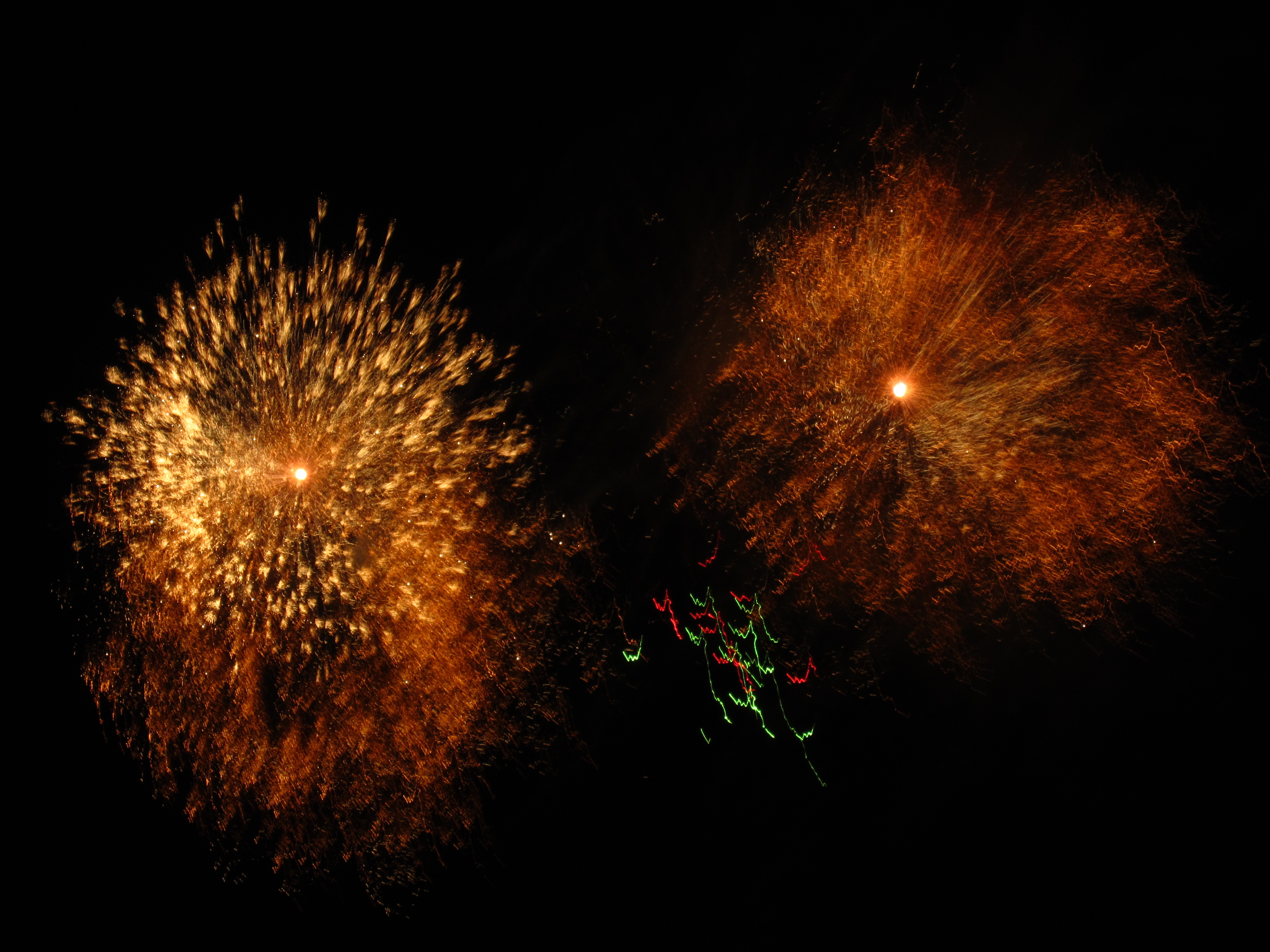